# Фитин
Фитин — кальциево-магниевая соль инозитфосфорной (фитиновой) кислоты, белый порошок, труднорастворимый в воде.
Фитин содержит циклический шестиатомный спирт инозит, один из изомеров которого — миоинозит — обладает свойствами витамина. Обладая липотропным действием, инозит предотвращает ожирение печени при недостатке белка в рационе. Суточная потребность человека в инозите составляет 1—1,5 г.
Основным природным источником фитина и мезоинозита, доступным в России, являются семя и жмых конопли. Фитин содержится и в других жмыхах и злаковых отрубях, но в значительно меньшем количестве.

## Формы выпуска
Выпускается в виде одноименного лекарственного препарата, применяемого для стимуляции кроветворения, усиления роста и развития костной ткани, а также при сосудистой гипотонии, неврастении, импотенции, рахите, малокровии, диатезах, скрофулёзе и т. д. Также входит в состав витаминно-минерального комплекса «Д-КАЛЬЦИН» (гранулы, 5 г гранул содержат: фитин — 125 мг, кальция глюконат — 375 мг, витамин Д2 — 3000 МЕ), Гефефитин (таблетки, содержащие 0,375 г сухих дрожжей и 0,125 г фитина) и поливитамина Квадевит.
По некоторым данным, фитин способствует выведению из организма радиоактивного цезия. Однако фитин одновременно связывает кальций и цинк, снижая их содержание в организме.